# Allyson Felix
Allyson Michelle Felix (Los Angeles, 18 de novembro de 1985) é uma velocista multicampeã olímpica e mundial norte-americana, competidora dos 100, 200 e 400 m rasos. Conquistou 31 medalhas entre Jogos Olímpicos e Campeonatos Mundiais de Atletismo, vinte e uma delas de ouro, sendo a única atleta a ganhar sete medalhas de ouro no atletismo olímpico. Em sua maior especialidade, os 200 m rasos, tem uma medalha de ouro olímpica e três como campeã mundial.  É também a atleta com o maior número de medalhas – 10 – conquistadas em Jogos Olímpicos.
Como integrante do "Projeto Acredite", da Agência Anti-Doping dos Estados Unidos, ela se submete regularmente por conta própria a testes anti-doping, para assegurar que seu organismo é livre de drogas de aumento de performance atlética.
Felix recebeu por três vezes – em 2005, 2007 e 2010 – o prestigioso Jesse Owens Award, o maior prêmio do atletismo norte-americano, criado pela USA Track & Field (USATF) em honra do velocista e campeão olímpico Jesse Owens, como Atleta do Ano. É a maior vencedora deste prêmio ao lado de Marion Jones. Ela é treinada por Bob Kersee, marido e técnico da campeã olímpica e recordista mundial do heptatlo Jackie Joyner-Kersee, já afastada do atletismo.

## Início
Cristã devota e filha de um pastor e professor do Novo Testamento em Sun Valley, na Califórnia, seu irmão mais velho foi campeão norte-americano júnior dos 200 m, distância a que ela escolheu se dedicar na adolescência. Chamada de Chicken Legs (Pernas de Galinha) pelas colegas de escola, por tê-las finas sendo alta e forte, em 2003 ela recebeu o prêmio de 'Atleta do Ensino Secundário do Ano', dado pela revista especializada em atletismo Track & Field News. Neste mesmo ano, na Cidade do México, ela correu os 200 m em 22s11, o mais rápido tempo na história para uma velocista ainda em idade escolar, que apenas não foi considerado recorde mundial júnior porque o evento não tinha um teste de doping de acordo com os padrões da IAAF. O fato a transformou num fenômeno do atletismo da noite para o dia.
Neste mesmo ano, ela tornou-se notícia nacional ao abrir mão da elegibilidade como atleta amadora universitária, ao assinar um contrato profissional com a Adidas. A empresa alemã se recusou a fornecer os valores do contrato e assumiu a tutoria de Felix na Universidade do Sul da Califórnia, onde ela se formaria em Educação.

## Carreira
Aos 18 anos, Felix se qualificou para os Jogos de Atenas 2004, onde conquistou a medalha de prata nos 200 m, atrás da jamaicana Veronica Campbell, com o tempo de 22s18. A marca lhe deu o recorde mundial júnior para a distância.
Em Helsinque 2005 ela se tornou a mais jovem campeã mundial dos 200 m, título que manteve em Osaka 2007, quando conquistou o ouro em 21s81, a primeira vez que correu a distância em menos de 22 segundos. Corredora versátil nas distâncias curtas, neste mesmo Mundial ela se tornou a segunda velocista, depois da alemã Marita Koch em 1983, a conquistar três medalhas de ouro no mesmo campeonato, ao colecionar mais dois ouros como integrante dos revezamentos 4x100 e 4x400 metros - onde sua "perna" dos 400 m foi coberta em 48s0, o tempo mais rápido já conseguido por uma norte-americana até então.
Em Pequim 2008, mais uma vez ela conquistou a prata em sua distância favorita, os 200m, e novamente atrás de Campbell, mas ganhou sua primeira medalha de ouro olímpica integrando o revezamento 4x400 m com Sanya Richards, Monique Henderson e Mary Wineberg.
Durante os preparativos finais para o Campeonato Mundial de Atletismo de 2009, a ser realizado em Berlim, Allyson integrou o quarteto norte-americano que fez a melhor marca para os 4x100 m  - 41s58 - em doze anos, num torneio em Cottbus, na Alemanha. Em Berlim, aos 23 anos ela se tornou a primeira velocista tricampeã mundial nos 200 m rasos. e ainda conquistou mais uma medalha de ouro integrando o 4x400 m. Entretanto, a obsessão de Felix era a medalha de ouro olímpica, que por duas vezes não conseguiu, e na conferência de imprensa dos medalhistas após a prova ela disse bem humoradamente à Veronica Campbell, a quem havia derrotado em Berlim mas perdido o ouro olímpico em Atenas 2004 e Pequim 2008, que trocaria suas três medalhas de ouro em mundiais por uma única medalha de ouro olímpica da jamaicana.
Em 2010, Felix passou a focar mais nos 400 m e foi a primeira corredora a vencer os 200 e os 400 m na Golden League no mesmo ano. Em 2011, no Mundial de Daegu na Coreia do Sul, ela correu os 200 m, os 400 m, o 4x100 m e o 4x400 m, colecionando prata e bronze nos eventos individuais - a primeira vez desde Helsinque 2005 que não conquistou o ouro nos 200 m -  e mais dois ouros nos dois revezamentos.

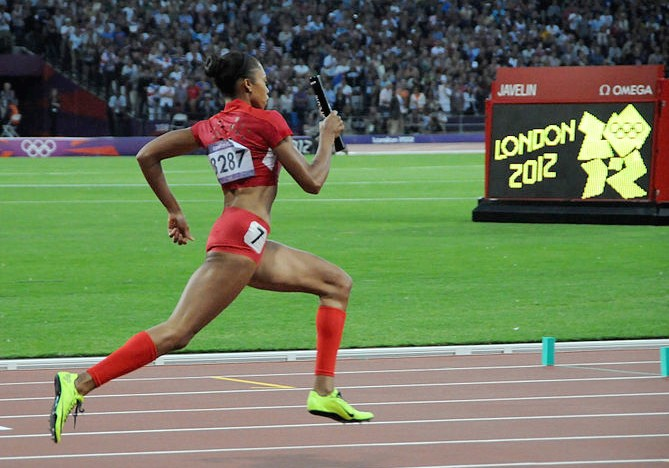
Felix correndo o revezamento 4x400 m em Londres 2012.

Em 2012, durante a seletiva norte-americana para os Jogos de Londres 2012, ela venceu os 200 m com sua melhor marca pessoal, 21s69, que a colocou como a quarta mais veloz corredora de todos os tempos nesta prova e o melhor tempo já conseguido nela em quatorze anos.
Nos Jogos Olímpicos de Londres ela disputou quatro provas, os 100 m, os 200 m e os dois revezamentos, 4x100 e 4x400 m. Quinto lugar na distância mais curta - onde conseguiu sua melhor marca pessoal, 10s89 - Allyson chegou à final dos 200 m novamente como favorita e novamente contra Veronica Campbell, desta vez acrescida da bicampeã olímpica jamaicana dos 100 m, Shelly-Ann Frazer. Na terceira vez em que tentou o ouro olímpico na prova de sua especialidade, ela finalmente foi bem sucedida, vencendo a prova em 21s89 e derrotando Campbell, Fraser e sua compatriota Carmelita Jeter.
Dois dias depois, ela conquistou um segundo ouro, integrando o revezamento 4x100 m com Carmelita Jeter, Bianca Knight e Tianna Madison, que quebrou o recorde mundial da prova existente há 27 anos em poder do time da ex-Alemanha Oriental, quando Knight, Felix e Madison ainda nem eram nascidas, estabelecendo um novo tempo de 40s82 para a prova.
Na última noite dos Jogos, ela conquistou a terceira medalha de ouro - a primeira norte-americana desde Florence Griffith-Joyner em Seul 1988 a ganhar três medalhas de ouro no atletismo na mesma Olimpíada - correndo o revezamento 4x400 m junto com Sanya Richards, DeeDee Trotter e Francena McCorory que venceu a prova em 3m16s87, a quinta melhor marca da história.
Em Moscou 2013, durante a disputa da final dos 200 m rasos do Campeonato Mundial, Felix rompeu um tendão da perna direita na tomada da curva e caiu ao chão, abandonando a prova - vencida por Shelly-Ann Fraser - e saiu da pista acompanhada por médicos e carregada pelo irmão.
Tricampeã mundial dos 200 m em Helsinque, Osaka e Berlim, Felix conquistou a medalha de ouro de mundial que lhe faltava nas provas individuais que disputa, vencendo os 400 m rasos em Pequim 2015, em 49.26, melhor tempo do ano. Encerrou sua participação neste Mundial com uma medalha de prata no 4x400m.
No início de 2016, Felix sofreu uma queda durante exercícios numa barra suspensa torcendo o tornozelo direito e rompendo vários ligamentos, passando os dias seguintes sem poder sequer andar e tendo que desistir das competições por quase todo primeiro semestre. Embora ainda fora da melhor forma, participou das seletivas norte-americanas para a Rio 2016, na tentativa de conseguir classificação para ambas as provas e aumentar para seis suas medalhas de ouro em Olimpíadas, o que seria um recorde único. Nos 400 m, apesar de passar toda a primeira parte da prova no pelotão intermediário, disparou na reta final vencendo em  49.68, melhor tempo do ano. Nos 200 m, porém, foi superada em cima da linha de chegada por Jenna Prandini, que ganhou a terceira posição e a última vaga no time para os 200 metros se jogando sobre a linha e derrotando Felix por 0.01s.
Nos Jogos Olímpicos da Rio 2016, Felix conquistou a prata nos 400 m, perdendo para Shaunae Miller das Bahamas que também se jogou sobre a linha de chegada para derrotá-la e mais duas medalhas de ouro integrando os revezamentos 4x100 m e 4x400 m, o que a transformou na maior medalhista de ouro do atletismo na história olímpica.
No Campeonato Mundial de Atletismo de 2017, em Londres, Allyson adicionou mais duas medalhas de ouro à sua coleção integrando os revezamentos 4x100 m e 4x400 m e uma de bronze nos 400 m rasos, perfazendo o recorde de 15 medalhas em campeonatos mundiais de atletismo.
Em Doha 2019, Felix integrou o revezamento 4x400 misto, composto de duas mulheres e dois homens, na primeira vez em que esta prova foi disputada num Mundial. A equipe americana ganhou a medalha de ouro e estabeleceu o recorde mundial – aferido pela primeira vez – da prova.
Em Tóquio 2020, já com 35 anos e competindo em seu quinto e último Jogos Olímpicos, disputou os 400 m rasos e o revezamento 4x100 m, tendo ganho do uma medalha de bronze e uma de ouro respectivamente, sendo a décima e décima primeira de sua carreira olímpica, ultrapassando a jamaicana Merlene Ottey e tornando-se a atleta com o maior número de medalhas conquistadas no atletismo em Olimpíadas.